# Adryan
Adryan Oliveira Tavares, meglio noto come Adryan (Rio de Janeiro, 10 agosto 1994), è un calciatore brasiliano, centrocampista della Portuguesa-RJ.
Nel 2012 è stato inserito nella lista dei migliori giovani nati dopo il 1991 stilata da Don Balón.

## Caratteristiche tecniche
È un trequartista a cui piace giocare tra le linee e svariare sulle fasce. In patria è stato paragonato a Zico.

## Carriera

### Club
Inizia la sua carriera nel 2007 quando viene acquistato dal Flamengo, dove compie tutta la trafila delle giovanili. Dopo aver vinto alcuni trofei con la formazione giovanile debutta in prima squadra, tra i professionisti, il 24 luglio 2011 in occasione dell'incontro di campionato con il Ceará. La dirigenza dei Rubro-Negro rinnova il contratto del calciatore fino al 2014 con una clausola rescissoria portata da 2 milioni di dollari a 20 per il mercato brasiliano e 30 per quello europeo. Realizza la prima rete con la prima squadra il 1º luglio 2012 durante la partita del brasileirão contro l'Atlético Goianiense. Il 19 luglio rimedia la prima ammonizione in carriera, durante la partita casalinga contro il Corinthians.
Il 22 gennaio 2014 si trasferisce al Cagliari in prestito con diritto di riscatto. Sceglie la maglia numero 32 ed esordisce in Serie A il 1º febbraio durante l'incontro casalingo contro la Fiorentina, giocando i minuti finali della partita terminata 1-0 per i rossoblu.
Massimo Cellino, in seguito all'acquisto del Leeds, decide di portarlo con sé nel campionato Championship inglese. Nonostante le grosse aspettative Adryan giocherà poche partite, senza risultare mai determinante.
Il 13 giugno 2015 viene ufficializzato il suo passaggio in prestito ai francesi del Nantes.
Il 2 Febbraio 2023 viene ufficializzato il suo passaggio al Brescia Calcio.Il 25 dello stesso mese esordisce con le Rondinelle nella partita casalinga persa contro il Bari per 2-0, mentre il 1º maggio segna la sua prima rete nel successo casalingo sul Cosenza per 2-1.

### Nazionale
Dopo aver giocato alcune partite tra il 2009 e il 2010 con la divisione Nazionale Under-15 e Under-16, nel 2011 partecipa con l'Under-17 al Campionato sudamericano di calcio Under-17 organizzato in Ecuador. Segna alla sua prima apparizione con la maglia del Brasile Under-17, datata 13 marzo, durante la partita giocata contro i pari età del Venezuela. Durante il torneo realizzerà altre 2 reti, una con Cile e l'altra con Ecuador. Una volta terminata la competizione, il Brasile vince il suo decimo titolo battendo i pari età dell'Argentina in finale e Adryan e il suo compagno di squadra, Lucas Piazón, verranno premiati come miglior calciatore della competizione.
Sempre nel 2011 partecipa al Mondiale Under-17 organizzato in Messico. Esordisce il 20 giugno in occasione della partita valida per la fase a gironi contro la Danimarca. Tre giorni dopo segna il primo gol nel torneo ai danni dell'Australia, e in questo modo il Brasile si aggiudica l'incontro e il passaggio agli ottavi di finale. A fine competizione totalizzerà 6 partite giocate e 5 gol realizzati, che gli permettono di aggiudicarsi la Scarpa di bronzo.
Nel 2013 partecipa con la Nazionale Under-20 di calcio del Brasile al Campionato sudamericano di calcio Under-20 2013, non superando la prima fase. Nel corso del torneo gioca 3 partite, di cui una da titolare l'11 gennaio 2013 contro l'Ecuador, senza mai segnare.

## Statistiche

### Presenze e reti nei club
Statistiche aggiornate al 1º luglio 2023.
| Stagione        | Squadra         | Campionato      | Campionato | Campionato | Coppe nazionali | Coppe nazionali | Coppe nazionali | Coppe continentali | Coppe continentali | Coppe continentali | Altre coppe | Altre coppe | Altre coppe | Totale | Totale |
| Stagione        | Squadra         | Comp            | Pres       | Reti       | Comp            | Pres            | Reti            | Comp               | Pres               | Reti               | Comp        | Pres        | Reti        | Pres   | Reti   |
| --------------- | --------------- | --------------- | ---------- | ---------- | --------------- | --------------- | --------------- | ------------------ | ------------------ | ------------------ | ----------- | ----------- | ----------- | ------ | ------ |
| 2012            | Flamengo        | A/RJ+A          | 2+23       | 1+2        | -               | -               | -               | CL                 | 0                  | 0                  | -           | -           | -           | 25     | 3      |
| 2013            | Flamengo        | A/RJ+A          | 4+14       | 0          | CdB             | 4               | 0               | -                  | -                  | -                  | -           | -           | -           | 22     | 0      |
| gen.-giu. 2014  | Cagliari        | A               | 5          | 0          | CI              | -               | -               | -                  | -                  | -                  | -           | -           | -           | 5      | 0      |
| 2014-2015       | Leeds United    | FLC             | 12         | 0          | FACup+CdL       | 1+0             | 0               | -                  | -                  | -                  | -           | -           | -           | 13     | 0      |
| 2015-2016       | Nantes          | L1              | 26         | 3          | CF+CdL          | 3+1             | 2+2             | -                  | -                  | -                  | -           | -           | -           | 30     | 7      |
| giu.-dic. 2016  | Flamengo        | A/RJ+A          | -+3        | 0          | CdB             | 0               | 0               | CS                 | 1                  | 0                  | -           | -           | -           | 4      | 0      |
| gen.-giu. 2017  | Flamengo        | A/RJ+A          | 2+0        | 0          | CdB             | 0               | 0               | CL+CS              | 0                  | 0                  | -           | -           | -           | 2      | 0      |
| Totale Flamengo | Totale Flamengo | Totale Flamengo | 8+40       | 1+2        |                 | 4               | 0               |                    | 1                  | 0                  |             | -           | -           | 53     | 3      |
| 2017-2018       | Sion            | SL              | 18         | 7          | CS              | 0               | 0               | UEL                | 2                  | 0                  | -           | -           | -           | 20     | 7      |
| 2018-2019       | Sion            | SL              | 20         | 7          | CS              | 1               | 0               | -                  | -                  | -                  | -           | -           | -           | 21     | 7      |
| 2019-gen. 2020  | Kayserispor     | SL              | 3          | 0          | CT              | 1               | 0               | -                  | -                  | -                  | -           | -           | -           | 4      | 0      |
| 2020            | Avaí            | A/SC+B          | 0+5        | 0          | CdB             | 0               | 0               | -                  | -                  | -                  | -           | -           | -           | 5      | 0      |
| gen.-giu. 2021  | Avaí            | A/SC+B          | 2+0        | 0          | CdB             | 0               | 0               | -                  | -                  | -                  | -           | -           | -           | 2      | 0      |
| Totale Avaí     | Totale Avaí     | Totale Avaí     | 2+5        | 0          |                 | 0               | 0               |                    | -                  | -                  |             | -           | -           | 7      | 0      |
| 2021-2022       | Sion            | SL              | 8          | 0          | CS              | 0               | 0               | -                  | -                  | -                  | -           | -           | -           | 8      | 0      |
| 2022-gen. 2023  | Sion            | SL              | 0          | 0          | CS              | 0               | 0               | -                  | -                  | -                  | -           | -           | -           | 0      | 0      |
| Totale Sion     | Totale Sion     | Totale Sion     | 46         | 14         |                 | 1               | 0               |                    | 2                  | 0                  |             | -           | -           | 49     | 14     |
| gen.-giu. 2023  | Brescia         | B               | 8+1        | 1          | CI              | -               | -               | -                  | -                  | -                  | -           | -           | -           | 9      | 1      |
| Totale carriera | Totale carriera | Totale carriera | 155+1      | 21         |                 | 11              | 4               |                    | 3                  | 0                  |             | -           | -           | 170    | 25     |

## Palmarès

### Club

#### Competizioni giovanili
- Campionato Carioca giovanile: 1

Flamengo: 2010
- Copa São Paulo de Futebol Júnior: 1

Flamengo: 2011

#### Competizioni statali
- Campionato Carioca: 2

Flamengo: 2011, 2017
- Taça Guanabara: 1

Flamengo: 2011
- Taça Rio: 1

Flamengo: 2011

#### Competizioni nazionali
- Coppa del Brasile: 1

Flamengo: 2013

### Nazionale
- Campionato sudamericano Under-17:

2011

### Individuale
- Scarpa di bronzo: 1

Messico 2011